# Crvenka
Crvenka je grad u Vojvodini, Srbija, općina Kula, a administrativno pripada Zapadnobačkom okrugu. Prema popisu stanovništva iz 2002. godine, u Crvenki je živilo 10.163 stanovnika.